# Dick Dale
Richard Anthony Monsour, được biết nhiều tới dưới nghệ danh Dick Dale, (sinh ngày 4 tháng 5 năm 1937 - mất ngày 16 tháng 3 năm 2019) là một nghệ sĩ guitar surf rock nổi tiếng với biệt danh "Ông hoàng của guitar surf". Ông là người đặt nền móng cho phong cách surf, phát triển những quãng chạy và âm giai phương Tây, đồng thời cải tiến kỹ thuật tạo tiếng vang. Sự nghiệp của ông chủ yếu sử dụng cây Fender để sản xuất nhiều loại ampli đặc trưng, trong đó có chiếc ampli guitar 100 watt duy nhất trên thế giới. Dale thường vượt qua những giới hạn của việc sử dụng ampli, góp phần phát triển những phụ kiện có thể theo kèm với pedal chỉnh âm, "đầy đặn nhưng âm thanh rõ ràng" ở "những âm vực chưa từng mơ tới". "Tốc độ đáng sợ khi chơi nốt với kỹ thuật saccato" cùng với phong cách đặc trưng khi chơi guitar đã biến ông trở thành một trong những người khai sinh ra heavy metal, ảnh hưởng trực tiếp tới những tay guitar vĩ đại khác như Jimi Hendrix và Eddie Van Halen.

## Danh sách đĩa nhạc

### Album
- Surfers' Choice (Deltone 1962)
- King of the Surf Guitar (Capitol 1963)
- Checkered Flag (Capitol 1963)
- Mr. Eliminator (Capitol 1964)
- Summer Surf (Capitol 1964)
- Rock out with Dick Dale and his Del-Tones: Live at Ciro's (Capitol 1965)
- Greatest Hits (GNP Crescendo 1975)
- The Tigers Loose (Balboa 1983) [album trục tiếp]
- Tribal Thunder (HighTone 1993)
- Unknown Territory (HighTone 1994)
- Calling Up Spirits (Beggars Banquet 1996)
- Spacial Disorientation (Dick Dale Records / The Orchard 2001)

### Đĩa đơn
- "Ooh-Whee Marie" (Deltone 1959)
- "Stop Teasing" (Deltone 1959)
- "Jesse Pearl" (Deltone 1960)
- "Let's Go Trippin'" / "Del-Tone Rock" (Deltone 1961)
- "Jungle Fever" / "Shake-N-Stomp" (Deltone 1961)
- "Misirlou" / "Eight 'Til Midnight" (Deltone 1962)
- "Mr. Peppermint Man" / "Surf Beat" (Capitol 1962)
- "Secret Surfin Spot" / "Surfin' and Swingin'" (Capitol 1963)
- "The Wedge" / "Night Rider" (Capitol 1963)
- "Mr. Eliminator" (Capitol 1964)
- "Let's Go Trippin' '65" / "Watusi Jo" (Capitol 1965)
- "Let's Go Trippin'" / "Those Memories Of You" (GNP Crescendo 1975)
- "Pipeline" cùng Stevie Ray Vaughan, được đề cử giải Grammy

### Tuyển tập
- Hot Rod Music on Capitol (Capitol 1963)
- The Big Surfin' Sounds on Capitol (Capitol 1964)
- Golden Summer (United Artists 1976)
- King of the Surf Guitar: The Best of Dick Dale & The Del-Tones (Rhino 1989)
- Cowabunga Surf Box Set (Rhino 1996)
- Rocket Jockey (Rocket Science Games/SegaSoft 1996)
- Better Shred Than Dead: The Dick Dale Anthology (Rhino 1997)
- MOM II Music for our Mother Ocean (Surf Dog Records 1997)
- Guitar Legend: The Very Best of Dick Dale (Shout! Factory 2010)

### Soundtrack
- Pulp Fiction Soundtrack (MCA 1994)

### Peel Sessions
Dick Dale tham gia 4 buổi thu trong dự án của John Peel:
1. ngày 30 tháng 3 năm 1995 (Maida Vale 4)
2. ngày 10 tháng 7 năm 1995 (3 Mcr.)
3. ngày 28 tháng 8 năm 2002 (Maida Vale 4)
4. ngày 24 tháng 3 năm 2004 (Maida Vale 4)

Peel sau này chọn "Let's Go Trippin'" làm ca khúc chủ đề trong serie Home Truths của mình trên đài BBC Radio 4.